# رودشور (سياهو)
رودشور (بالفارسية: رودشور) هي قرية تقع في إيران في قسم سياهو الريفي. يقدر عدد سكانها بـ 176 نسمة بحسب إحصاء 2016.